# Gota do príncipe Rupert

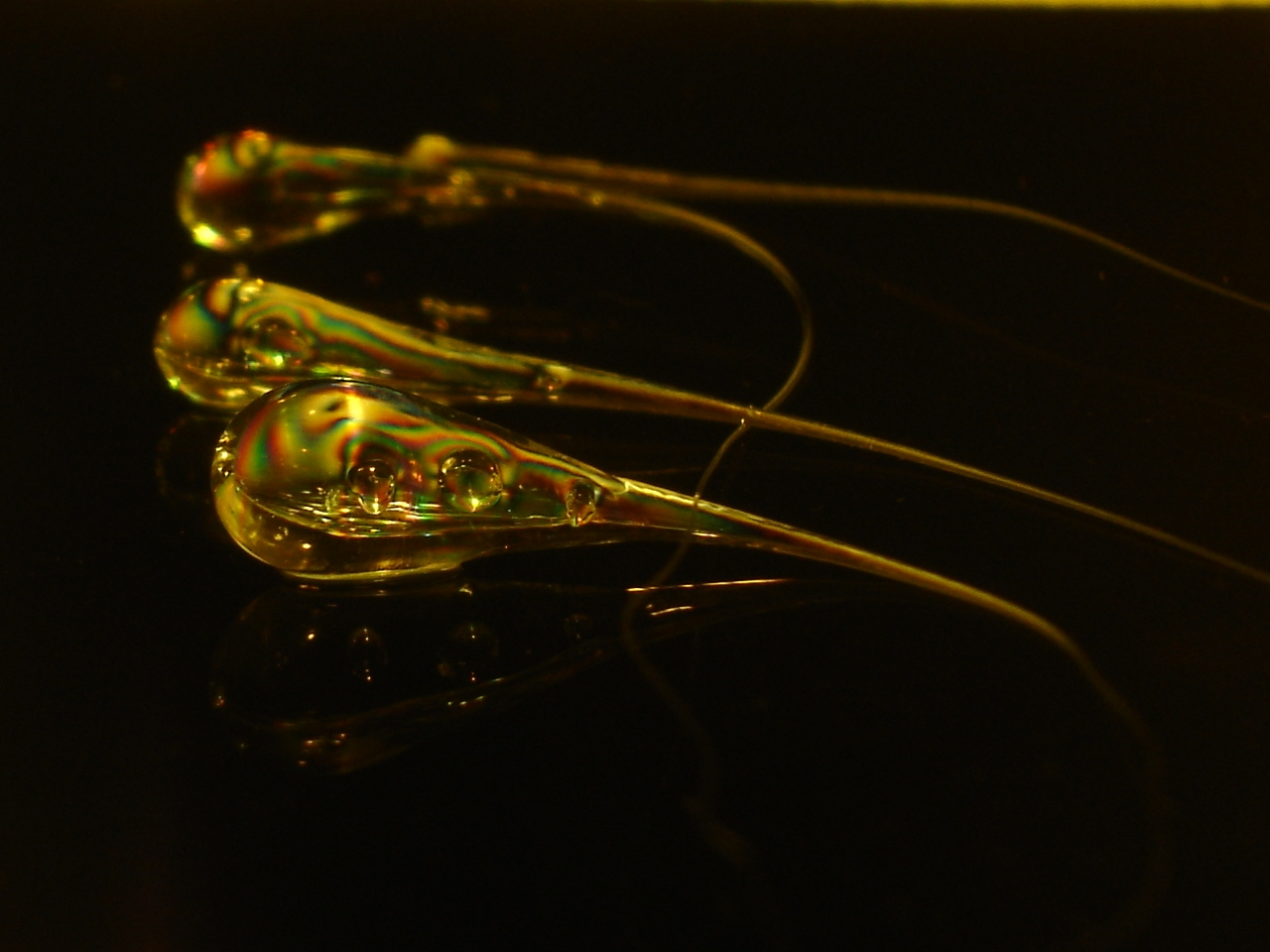
Gotas do príncipe Rupert

Uma gota do príncipe Rupert (também designada como lágrima holandesa, lágrima de vidro, esfera de Rupert) é um objeto de vidro criado ao deixar cair uma gota de vidro incandescente em água muito fria. O vidro arrefece e toma uma forma semelhante à de um girino, com um "bolbo" ou "cabeça" formada por uma gota e uma longa cauda. A água rapidamente arrefece o vidro incandescente no exterior da gota, enquanto no interior o material permanece muito mais quente. Quando todo o sistema arrefece, contrai-se no interior da já sólida cápsula exterior. Esta contração permite enormes forças compressoras na superfície, enquanto o núcleo da gota está num estado de tensão. É portanto um tipo de vidro temperado.
A elevada tensão residual no interior da gota dá lugar a propriedades contra-intuitivas, como a capacidade de resistir a um golpe de um martelo ou mesmo de uma bala dirigidos ao "bolbo" ou "cabeça", mas podendo todo o conjunto desintegrar-se de forma explosiva se a cauda for minimamente danificada.
A descoberta da gota do príncipe Rupert é atribuída ao Príncipe Rupert do Reno (1619–1682), algo impossível porque há relatos da sua criação em 1625, mas terá sido ele a levá-las para Inglaterra. Segundo a lenda, o monarca usava muitas vezes estas gotas como divertimento, nas suas festas. Os relatos académicos da história inicial das gotas do príncipe Rupert encontram-se em notas e registos da Royal Society de Londres. A maior parte dos estudos científicos das gotas foram feitos na Royal Society.

## Explicação
Quando se danifica a cauda, liberta-se uma enorme quantidade de energia potencial armazenada na estrutura atómica amorfa da gota, causando fraturas que se propagam através do material a grande velocidade.
Uma análise recente da fragmentação das gotas do príncipe Rupert com vídeo de velocidade extremamente elevada  revelou que o foco de fratura que se inicia na cauda e se propaga desintegrando a gota viaja a uma velocidade muito alta (~ 1450–1900 m/s, ou 5220-6840 km/h, um número que no ar seria Mach 5.5).
Devido à transparência do vidro, a tensão interna do objeto pode demonstrar-se observando através de filtros polarizadores.
Pesquisadores, em 2018, conseguiram mapear as diferentes camadas de estresse dentro da gota. A força extraordinária da cabeça não vem do estresse, como os pesquisadores acreditam há muito tempo, mas da tensão compressiva tornando-a tão forte quanto alguns tipos de aço. Os investigadores mediram tensão de compressão na cabeça da gota equivalente a mais do que 4000 vezes a pressão atmosférica.